# Kostel svatého Vavřince (Rynárec)
Kostel svatého Vavřince v Rynárci je farní kostel římskokatolické farnosti Rynárec. Roku 1203 jej posvětil pražský biskup Daniel II. Původní kostelík, postavený v románském stylu, byl dřevěný, současná stavba kostela byla vystavěna v roce 1708 za arcibiskupa Jana Josefa Breunera a finální podoba dnešního barokního kostela pochází z roku 1733.

## Farnost
Do farnosti Rynárec patří tyto obce: Rynárec, Dobrá Voda, Houserovka, Letny, Nemojov, Pavlov, Radňov, Rovná, Vratišov a Zajíčkov.
Farnost Rynárec patří k vikariátu Pelhřimov, do českobudějovické diecéze.

## Architektura
Zdivo je tvořeno lámaným kamenem. Kostel je jednolodní, o délce 14,90 m a šířce 8,40 m, s věží v západním průčelí. Má valené klenutí. Hlavní oltář s obrazem sv. Vavřince i ostatní základní vybavení kostela pochází z 18. století.

## Galerie

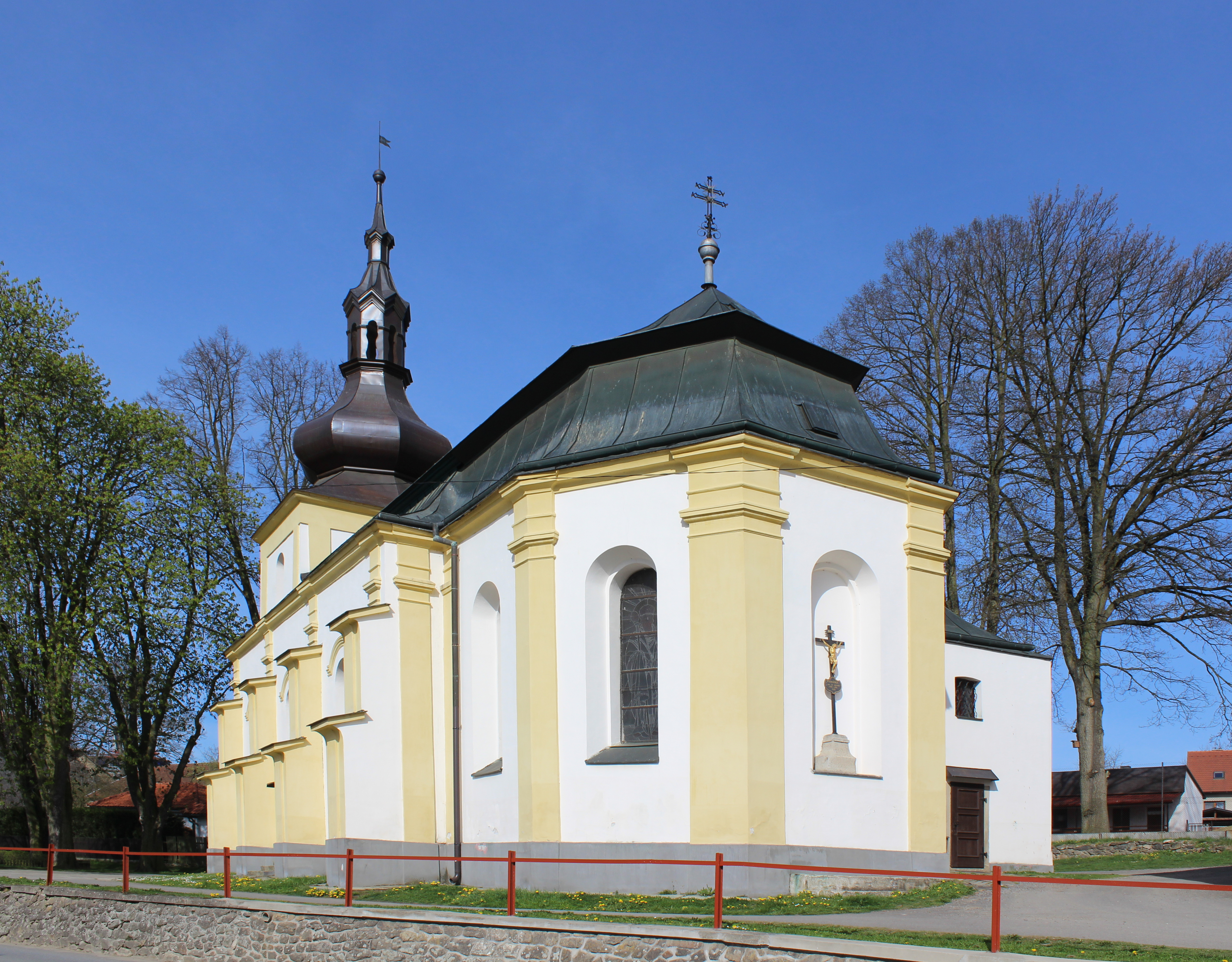
pohled na zadní část kostela sv. Vavřince v Rynárci
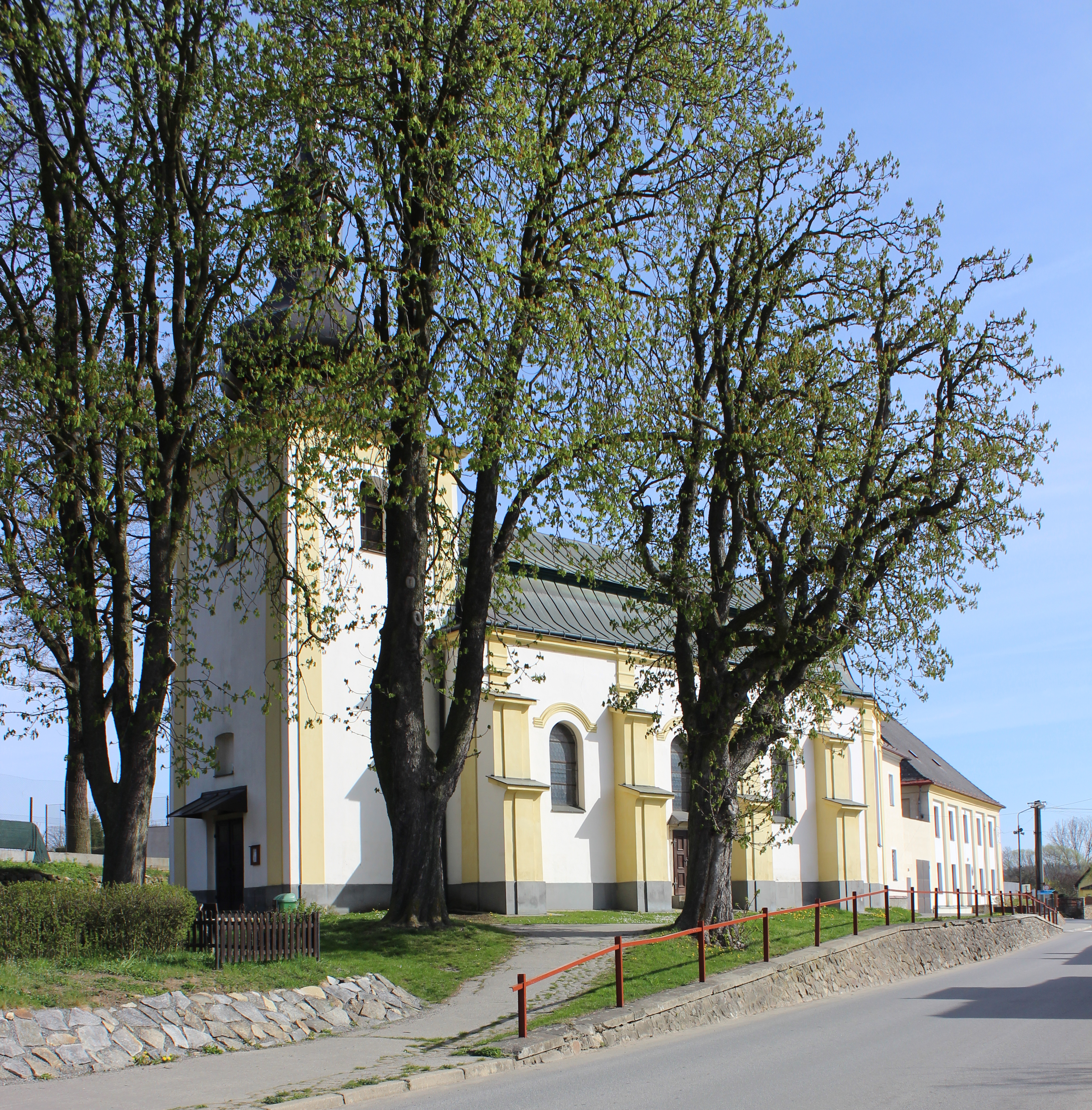
Přední část kostela v Rynárci
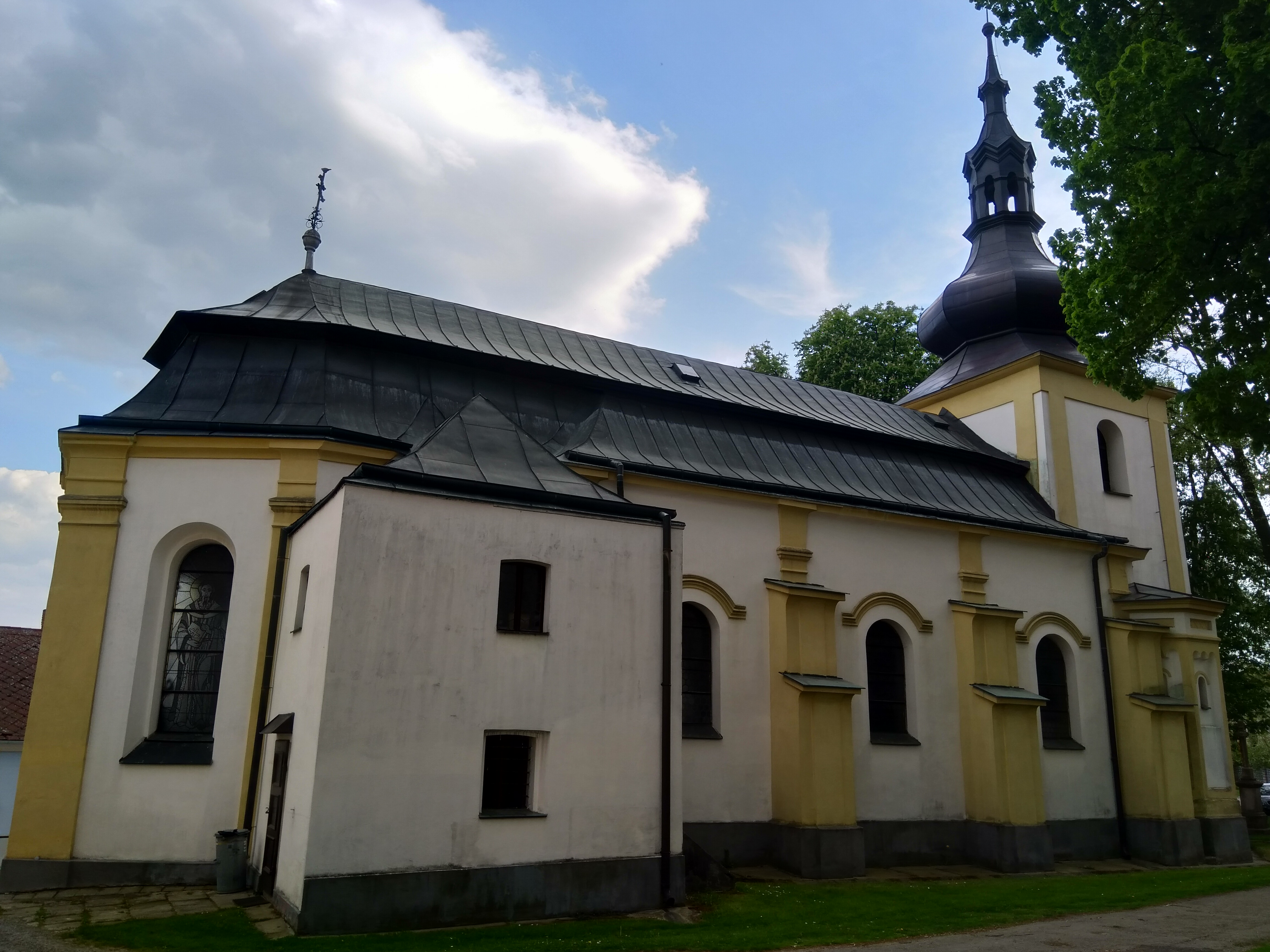
pohled na vstup do sakristie
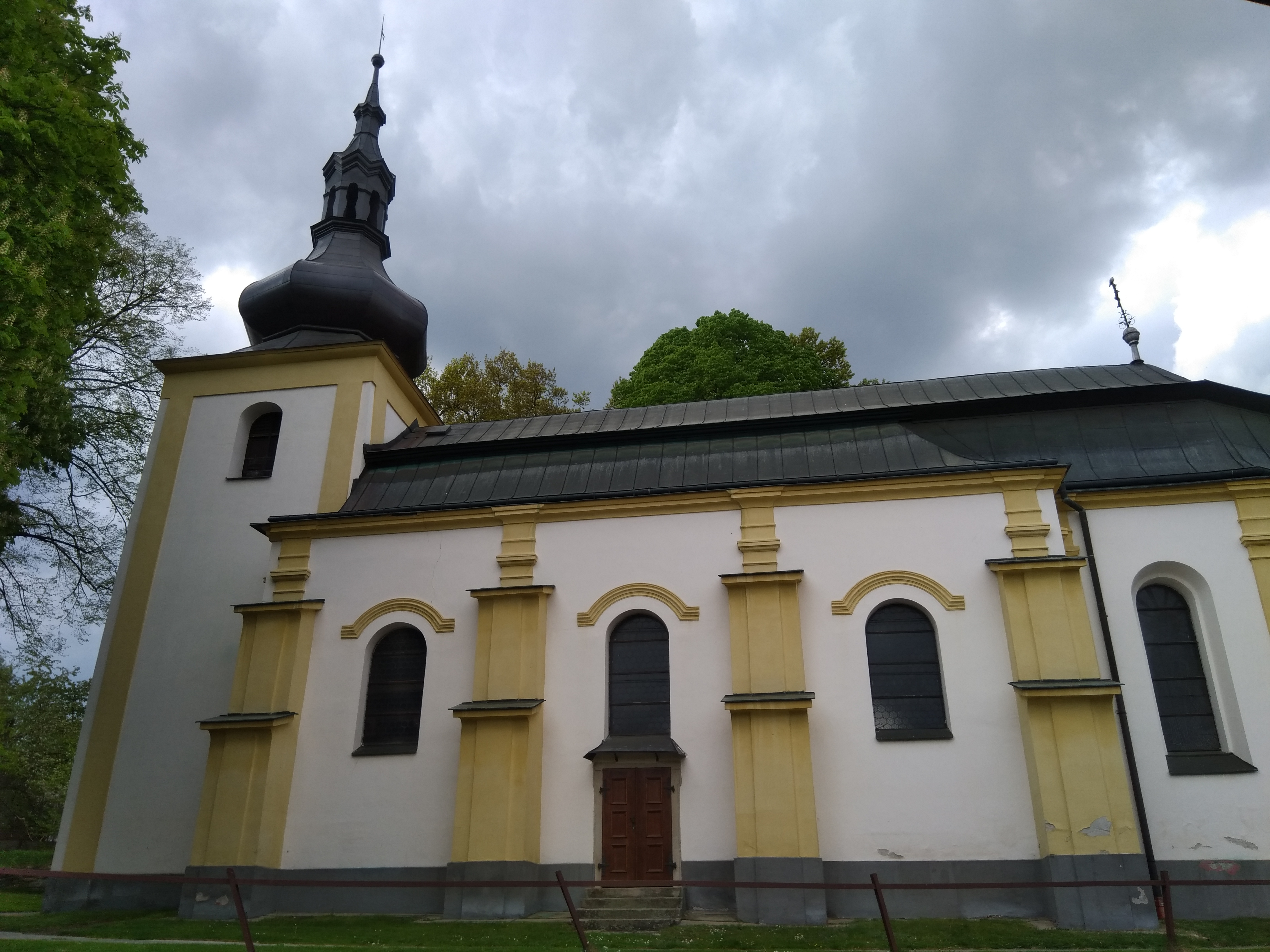
podhled
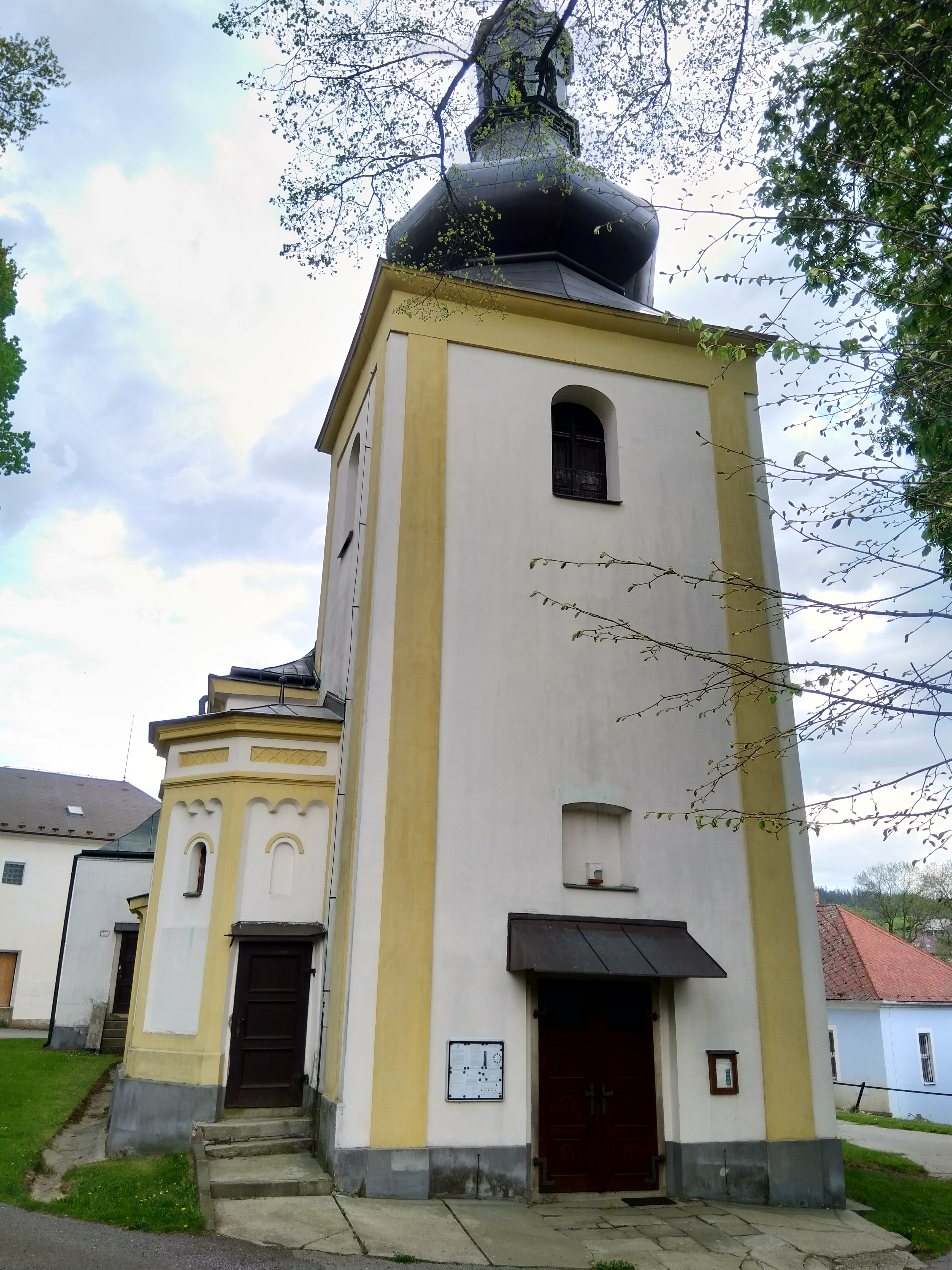
vstup